# Ibne Alcutia
Abacar Maomé ibne Omar ibne Abdalazize ibne Ibraim ibne Issa ibne Muzaim (em árabe: محمد ابن عمر ابن عبد العزيی ابن إبراهيم ابن عيسى ابن مزاحم; romaniz.: Muḥammad Ibn ʿUmar Ibn ʿAbd al-ʿAzīz ibn ʾIbrāhīm ibn ʿIsā ibn Muzāḥim), conhecido só como ibne Alcutia (em árabe: ابن القوطية; romaniz.: Ibn al-Qūṭiyya), foi um gramático de Córdova do século X, melhor conhecido por seu Taʾrīkh iftitāḥ al-Andalus (História da Conquista do Alandalus). Nasceu na cidade e ali viveu até sua morte. Sua família veio de Sevilha e descendia de Issa ibne Muzaim, o maula do califa Omar II (r. 717–720), que se casou com Sara, a neta do rei visigótico Vitiza (r. 702–710).